# Hypogastrura leo
Hypogastrura leo är en urinsektsart som beskrevs av Palacios-Vargas 1986. Hypogastrura leo ingår i släktet Hypogastrura och familjen Hypogastruridae. Inga underarter finns listade i Catalogue of Life.